# Chiesa di San Pietro (Radicofani)
La chiesa di San Pietro è un edificio sacro che si trova a Radicofani.
Il primo ricordo della chiesa risale al 1224. Nel 1578 assumeva il titolo di pieve. Seppure oggetto di molti interventi, mostra ancora caratteri romanici ed è a una sola navata con copertura a capriate lignee. La parte terminale è più ampia e ha schema basilicale. La facciata ha forme semplici, con un portale ricassato e, sopra questo, una bifora, opera di ripristino. Il campanile è moderno.
Tra le opere, alcuni dossali in terracotta invetriata di scuola robbiana: un'Annunciata, due Madonne col Bambino e santi della bottega di Andrea della Robbia e una Crocifissione con la Maddalena attribuita a Benedetto e Santi Buglioni: e una Madonna col Bambino, statua lignea policroma attribuita a Francesco di Valdambrino.

## Galleria delle opere principali

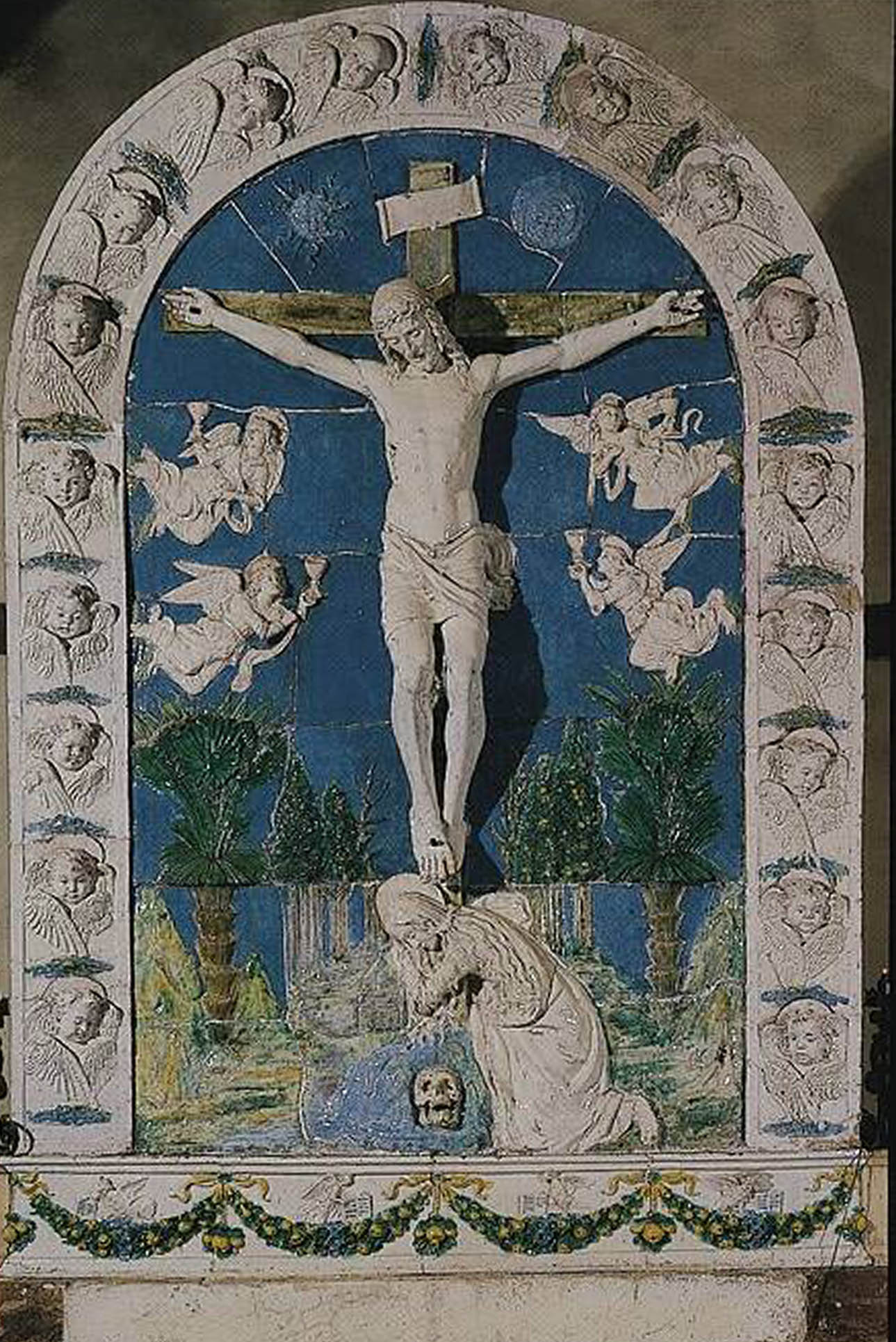
Crocifissione con la Maddalena Santi e Benedetto Buglioni
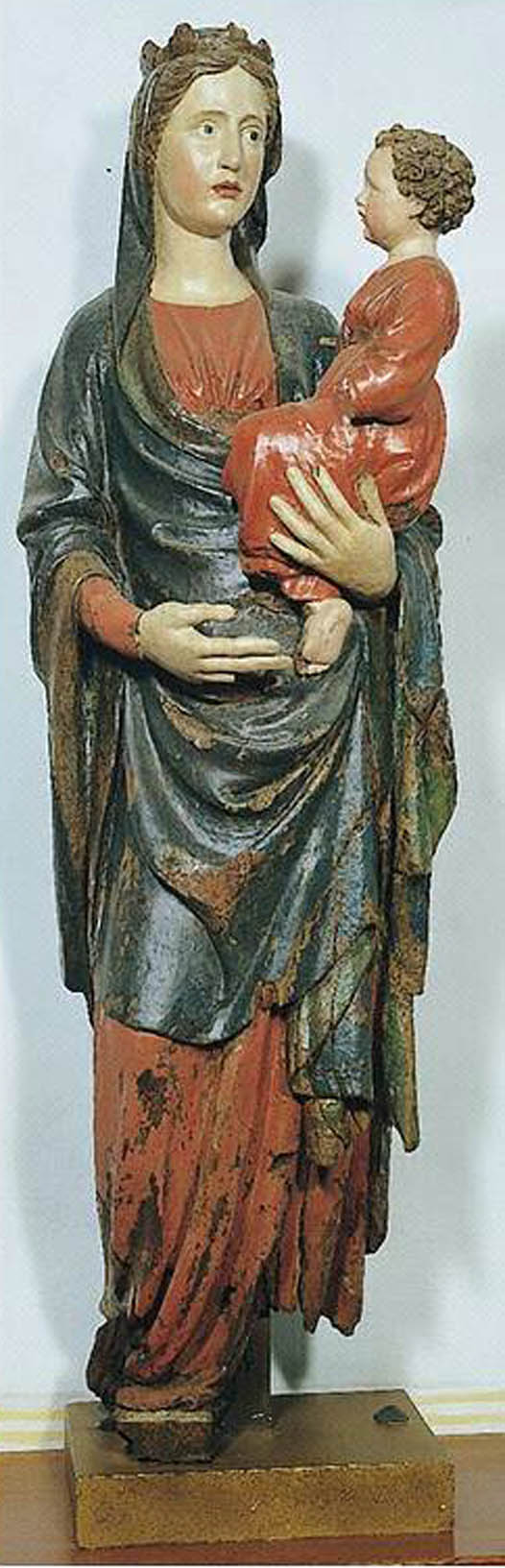
Madonna col Bambino Francesco di Valdambrino